# Rudong, Guangdong
Rudong (kinesiska: 儒洞) är en köping i sydöstra Kina. Den ligger i Yangxi härad i staden Yangjiang i provinsen Guangdong, omkring 250 kilometer sydväst om provinshuvudstaden Guangzhou. Antalet invånare är 43 754. Befolkningen består av 20 261 kvinnor och 23 493 män. Barn under 15 år utgör 18,0 %, vuxna 15-64 år 72 %, och äldre över 65 år 8,0 %.